# Rusenii de Sus
Rusenii de Sus – wieś w Rumunii, w okręgu Bacău, w gminie Plopana. W 2011 roku liczyła 179 mieszkańców.